# AOC Listrac-Médoc
Listrac-Médoc es una denominación de origen de la región vinícola de Burdeos. La AOC Listrac-Médoc está regulada por el decreto de 24 de marzo de 1998 relativo a las denominaciones de origen controladas «Pauillac», «Saint-Estèphe», «Saint-Julien», «Moulis», «Médoc», «Haut Médoc», «Margaux» y «Listrac Médoc». Fue el decreto de 27 de octubre de 1986 el que reemplazó el nombre de la apelación "Listrac" por "Listrac-Médoc", modificando el decreto original del 8 de junio de 1957. Se trata de tintos que se elaboran en el territorio de la comuna de Listrac-Médoc, excluyendo los terrenos que, por la naturaleza de su suelo o su situación, sean inadecuados para el cultivo de la vid de la apelación. Se encuentra a pocos kilómetros tierra adentro respecto al estuario de la Gironda, en el suroeste de Francia.
A unos 15 kilómetros al noroeste de la ciudad de Burdeos, la ciudad de Listrac es conocida sobre todo por dar su nombre a una de las seis denominaciones de la gran región vinícola de Médoc. En una región en la que escasos 20 metros pueden suponer la diferencia entre un gran vino y uno mediocre, su distancia del efecto benéfico del Garona significa que sus vinos no alcanzan una clasificación tan alta como aquellos de otras denominaciones.
Los vinos de esta denominación deben provenir de las variedades cabernet sauvignon, cabernet franc, carménère, merlot, malbec y petit verdot. Han de elaborarse con mosto que contenga un mínimo antes de todo enriquecimiento o concentración, de 178 gramos de azúcar natural por litro y presentar, después de la fermentación, una graduación alcohólica mínima de 10°5. Son vinos que envejecen bien con el paso de las décadas.
El límite de rendimiento por hectárea de viñedo será de 45 hectolitros. La producción media anual es de 37.500 hectolitros, y la superficie declarada la de 665 hectáreas.
Entre las bodegas de esta denominación, pueden mencionarse: Fourcas Hosten, Fourcas Dupré, Lestage, Domaine de Maucaillou, Mayne Lalande y Veyrin.